# Superliga hiszpańska w piłce siatkowej mężczyzn (2021/2022)
Superliga hiszpańska w piłce siatkowej mężczyzn 2021/2022 (oficjalnie Superliga Masculina de Voleibol de España 2021/2022) − 58. sezon mistrzostw Hiszpanii w piłce siatkowej zorganizowany przez Królewski Hiszpański Związek Piłki Siatkowej (Real Federación Española de Voleibol, RFEVB). Zainaugurowany został 2 października 2021 roku i trwał do 30 kwietnia 2022 roku.
W Superlidze w sezonie 2021/2022 uczestniczyło 12 drużyn. Do rozgrywek dołączyły dwa najlepsze zespoły Superligi 2, tj. Intasa San Sadurniño i Léleman VB Valencia.
Rozgrywki składały się z fazy zasadniczej oraz fazy play-off, w ramach której odbyły się ćwierćfinały, półfinały i finały.
Po raz dwunasty mistrzem Hiszpanii została Unicaja Costa de Almería, które w finałach fazy play-off pokonała klub Melilla Sport Capital.
W sezonie 2021/2022 w eliminacjach do Ligi Mistrzów Hiszpanię reprezentował CV Guaguas Las Palmas, natomiast w Pucharze Challenge – CV Teruel.

## System rozgrywek
Hiszpańska Superliga w sezonie 2021/2022 składa się z fazy zasadniczej oraz fazy play-off.

### Faza zasadnicza
W fazie zasadniczej uczestniczy 12 drużyn. Rozgrywają one między sobą po dwa spotkania systemem kołowym (każdy z każdym – mecz u siebie i rewanż na wyjeździe). Osiem najlepszych zespołów uzyskuje awans do fazy play-off. Pozostałe drużyny kończą rozgrywki odpowiednio na miejscach 9-12.
Drużyny, które zakończyły fazę zasadniczą na miejscach 11-12, spadają do Superligi 2.

### Faza play-off
Ćwierćfinały

W ćwierćfinałach fazy play-off uczestniczy osiem najlepszych zespołów fazy zasadniczej. Pary ćwierćfinałowe tworzone są na podstawie miejsc z fazy zasadniczej według klucza: 1-8; 2-7; 3-6; 4-5. Rywalizacja toczy się do dwóch wygranych spotkań. Gospodarzem pierwszego spotkania jest zespół, który w fazie zasadniczej zajął niższe miejsce w tabeli, natomiast drugiego i trzeciego – zespół, który zajął wyższe miejsce.
Przegrani w parach kończą rozgrywki odpowiednio na miejscach 5-8 zgodnie z tabelą fazy zasadniczej.
Półfinały

W półfinałach fazy play-off uczestniczą wygrani w parach ćwierćfinałowych. Pary półfinałowe tworzone są według klucza:
1. zwycięzca w parze 1-8 – zwycięzca w parze 4-5;
2. zwycięzca w parze 2-7 – zwycięzca w parze 3-6.

Rywalizacja toczy się do dwóch wygranych spotkań. Gospodarzem pierwszego spotkania jest zespół, który w fazie zasadniczej zajął niższe miejsce w tabeli, natomiast drugiego i trzeciego – zespół, który zajął wyższe miejsce.
Przegrani w parach półfinałowych kończą rozgrywki odpowiednio na miejscach 3-4 zgodnie z tabelą fazy zasadniczej.
Finały

W finałach fazy play-off uczestniczą wygrani w parach półfinałowych. Rywalizacja toczy się do trzech wygranych spotkań ze zmianą gospodarza po dwóch meczach. Gospodarzem pierwszych dwóch spotkań jest zespół, który w fazie zasadniczej zajął wyższe miejsce w tabeli.
Zwycięzca w parze finałowej zostaje mistrzem Hiszpanii.

## Drużyny uczestniczące
| | Superliga 2021/2022                |    |        |
| --- | ---------------------------------- | -- | ------ |
| GUA | CV Guaguas Las Palmas              | 1  | el. LM |
| ALM | Unicaja Costa de Almería           | 2  |        |
| TER | CV Teruel                          | 3  | Ch     |
| MEL | Melilla Sport Capital              | 4  |        |
| PAL | Feníe Energía Mallorca Voley Palma | 5  |        |
| RDS | Río Duero Soria                    | 6  |        |
| MAN | Conectabalear CV Manacor           | 7  |        |
| EME | Arenal Emevé                       | 8  |        |
| BOI | Rotogal Boiro Voleibol             | 9  |        |
| IBZ | UD Ibiza Ushuaïa Volley            | 10 |        |
| | Awans z Superligi 2                |    |        |
| SSA | Intasa San Sadurniño               | 1  |        |
| VAL | Léleman VB Valencia                | 2  |        |
| Oznaczenia: - kolumna pierwsza – skróty nazw drużyn wpisane na mapie (jeśli ta została zamieszczona), - kolumna trzecia – miejsce zajęte przez daną drużynę w poprzednim sezonie. |                                    |    |        |

### Główni sponsorzy
| Klub                               | Główni sponsorzy |
| ---------------------------------- | --- |
| Arenal Emevé                       | Arenal Perfumerías |
| CV Guaguas Las Palmas              | Guaguas Municipales |
| CV Teruel                          | Forestalia • Pamesa Cerámica • Turismo de Aragón Departamento de Educación, Cultura y Deporte del Gobierno de Aragón • Ayuntamiento de Teruel • Diputación de Teruel |
| Conectabalear CV Manacor           | ConectaBalear |
| Feníe Energía Mallorca Voley Palma | Feníe Energía |
| Intasa San Sadurniño               | Proxecto do Xeoparque do Cabo Ortegal • Intasa |
| Léleman VB Valencia                | Léleman • Comunitat de l'esport |
| Melilla Sport Capital              | Melilla Sport Capital |
| Río Duero Soria                    | Ayuntamiento de Soria |
| Rotogal Boiro Voleibol             | Rotogal |
| UD Ibiza Ushuaïa Volley            | Unión Deportiva Ibiza |
| Unicaja Costa de Almería           | Unicaja Banco • Servicio Provincial de Turismo de Almería |

## Hale sportowe
| Klub                               | Hala sportowa                             | Adres                                                                     | Miejscowość                | Pojemność |
| ---------------------------------- | ----------------------------------------- | ------------------------------------------------------------------------- | -------------------------- | --------- |
| Arenal Emevé                       | Palacio Municipal de Deportes             | Rúa Santiago, s/n 27004 Lugo                                              | Lugo                       | 3000      |
| CV Guaguas Las Palmas              | Centro Insular de Deportes                | Avenida Alcalde Ramírez Bethencourt, s/n 35003 Las Palmas de Gran Canaria | Las Palmas de Gran Canaria | 5200      |
| CV Teruel                          | Pabellón Los Planos                       | Carretera Sagunto Burgos, s/n 44002 Teruel                                | Teruel                     | 3000      |
| Conectabalear CV Manacor           | Poliesportiu Municipal Miquel Àngel Nada  | Carrer Nunci Elegido, 2 07500 Manacor                                     | Manacor                    | 700       |
| Feníe Energía Mallorca Voley Palma | Palau Municipal d'Esports Son Moix        | Camí de la Vileta, 40 07011 Palma                                         | Palma                      | 3800      |
| Intasa San Sadurniño               | Pabellón Municipal de San Sadurniño       | Avenida do Marqués de Figueroa, 19 15560 San Sadurniño                    | San Saturnino              | 700       |
| Léleman VB Valencia                | Pavelló Benicalap                         | Carrer de Castellonet de la Conquesta, 19 46025 València                  | Walencja                   | 503       |
| Melilla Sport Capital              | Pabellón de Deportes Javier Imbroda Ortiz | Plaza Rafael Fernández de Castro 1 52004 Melilla                          | Melilla                    | 3000      |
| Río Duero Soria                    | Pabellón Municipal Los Pajaritos          | Calle José Tudela, s/n 42004 Soria                                        | Soria                      | 1200      |
| Rotogal Boiro Voleibol             | Complejo Polideportivo de A Cachada       | Avenida da Constitución, 32 15930 Boiro                                   | Boiro                      | 500       |
| UD Ibiza Ushuaïa Volley            | Pavelló Insular Sa Blanca Dona            | Carrer Cas Raspallar, S 15, 5 07800 Eivissa                               | Ibiza                      | 2000      |
| UD Ibiza Ushuaïa Volley            | Complex Poliesportiu Municipal d’Es Viver | Carrer de la Sindicalista Margalida Roig, 5 07800 Eivissa                 | Ibiza                      | 400       |
| Unicaja Costa de Almería           | Pabellón Moisés Ruiz                      | Carretera de Nijar, 2 04006 Almería                                       | Almería                    | 1400      |

## Trenerzy
| Klub                               | Pierwszy trener   | Drugi trener        |
| ---------------------------------- | ----------------- | ------------------- |
| Arenal Emevé                       | Diego Taboada     | Javier Dovale       |
| CV Guaguas Las Palmas              | Sergio Camarero   | Facundo Leal        |
| CV Teruel                          | Miguel Rivera     | Máximo Torcello     |
| Conectabalear CV Manacor           | Lluís Molada      | Mateu Mesquida      |
| Feníe Energía Mallorca Voley Palma | Abel Bernal       | Andrés Rodríguez    |
| Intasa San Sadurniño               | Agustín Rodríguez | Ricardo Fernández   |
| Léleman VB Valencia                | Fabián Muraco     | Fernando Mirasol    |
| Melilla Sport Capital              | Salim Abdelkader  | Jorge Luis Sánchez  |
| Río Duero Soria                    | Alberto Toribio   | Enrique Guiu (p.o.) |
| Rotogal Boiro Voleibol             | Marcelo Benavídez | Germán Painecura    |
| UD Ibiza Ushuaïa Volley            | Raúl Rocha        | —                   |
| Unicaja Costa de Almería           | Manuel Berenguel  | Pablo Ruiz          |

### Zmiany trenerów
| Przed sezonem                      |                                |               |                                |            |               |
| Feníe Energía Mallorca Voley Palma | Marcos Dreyer                  | 16.07.2021    | Abel Bernal                    | 29.07.2021 | [ 2 ] [ 3 ]   |
| Intasa San Sadurniño               | Hernán Pesci                   | 17.06.2021    | Flavio Calafell                | 30.06.2021 | [ 4 ]         |
| Léleman VB Valencia                | Pablo Díaz                     |               | Fabián Muraco                  | 14.07.2021 | [ 5 ]         |
| Río Duero Soria                    | Manuel Sevillano               | 29.04.2021    | Alberto Toribio                | 05.05.2021 | [ 6 ] [ 7 ]   |
| Rotogal Boiro Voleibol             | Emilio Palacio                 | 03.04.2021    | Marcelo Benavídez              | 07.04.2021 | [ 8 ] [ 9 ]   |
| UD Ibiza Ushuaïa Volley            | Aitor Barreros                 | 29.04.2021    | Ariel Olmedo                   | 17.08.2021 | [ 10 ] [ 11 ] |
| W trakcie sezonu                   |                                |               |                                |            |               |
| Intasa San Sadurniño               | Flavio Calafell                | 05.11.2021    | Ricardo Fernández (p.o.)       | 05.11.2021 | [ 12 ]        |
| Intasa San Sadurniño               | Ricardo Fernández (p.o.)       | — (II trener) | Agustín Rodríguez              | 11.11.2021 | [ 13 ]        |
| UD Ibiza Ushuaïa Volley            | Ariel Olmedo                   | 11.12.2021    | Matías Pacini (p.o.)           | 11.12.2021 | [ 14 ]        |
| UD Ibiza Ushuaïa Volley            | Matías Pacini (p.o.)           | 15.02.2022    | Raúl Rocha                     | 15.02.2022 | [ 15 ]        |
| CV Guaguas Las Palmas              | Francisco Carballo (II trener) | 30.12.2021    | Facundo Leal (II trener)       | 19.01.2022 | [ 16 ] [ 17 ] |
| Río Duero Soria                    | Elías Terés (II trener)        | 16.02.2022    | Enrique Guiu (II trener, p.o.) | 16.02.2022 | [ 18 ]        |

## Faza zasadnicza

### Tabela wyników
| Gospodarz \ Gość1                  | GUA | ALM | TER | MEL | PAL | RDS | MAN | EME | BOI | IBZ | SSA | VAL |
| ---------------------------------- | --- | --- | --- | --- | --- | --- | --- | --- | --- | --- | --- | --- |
| CV Guaguas Las Palmas              | -   | 3:2 | 3:0 | 0:3 | 3:0 | 3:0 | 3:1 | 3:0 | 3:0 | 3:0 | 3:0 | 3:0 |
| Unicaja Costa de Almería           | 3:1 | -   | 3:0 | 3:2 | 1:3 | 3:1 | 3:1 | 3:1 | 3:0 | 3:0 | 3:0 | 3:0 |
| CV Teruel                          | 3:1 | 1:3 | -   | 2:3 | 3:1 | 3:0 | 3:1 | 3:2 | 0:3 | 3:0 | 3:0 | 2:3 |
| Melilla Sport Capital              | 3:1 | 2:3 | 3:2 | -   | 3:0 | 3:0 | 3:0 | 3:0 | 3:2 | 3:0 | 3:0 | 3:0 |
| Feníe Energía Mallorca Voley Palma | 1:3 | 1:3 | 3:1 | 3:2 | -   | 3:1 | 1:3 | 2:3 | 3:1 | 3:1 | 3:0 | 3:2 |
| Río Duero Soria                    | 3:1 | 3:0 | 3:2 | 3:2 | 3:0 | -   | 3:0 | 3:0 | 3:2 | 3:0 | 3:0 | 3:0 |
| Conectabalear CV Manacor           | 3:2 | 0:3 | 1:3 | 1:3 | 3:1 | 3:1 | -   | 3:0 | 3:1 | 3:0 | 3:0 | 3:0 |
| Arenal Emevé                       | 1:3 | 0:3 | 1:3 | 1:3 | 0:3 | 0:3 | 3:0 | -   | 3:2 | 0:3 | 3:1 | 0:3 |
| Rotogal Boiro Voleibol             | 1:3 | 3:0 | 2:3 | 2:3 | 2:3 | 3:2 | 3:0 | 3:2 | -   | 3:0 | 3:0 | 3:0 |
| UD Ibiza Ushuaïa Volley            | 0:3 | 1:3 | 3:1 | 0:3 | 0:3 | 1:3 | 0:3 | 1:3 | 1:3 | -   | 1:3 | 3:1 |
| Intasa San Sadurniño               | 0:3 | 1:3 | 2:3 | 0:3 | 0:3 | 2:3 | 1:3 | 3:2 | 1:3 | 3:0 | -   | 2:3 |
| Léleman VB Valencia                | 1:3 | 0:3 | 0:3 | 0:3 | 0:3 | 0:3 | 3:2 | 2:3 | 3:2 | 3:1 | 3:0 | -   |

Źródło: RFEVB – Data Project (hiszp.)
1 Drużyna gospodarzy jest wymieniona po lewej stronie tabeli.
Kolory:
  zwycięstwo gospodarzy 3:0 lub 3:1
  zwycięstwo gospodarzy 3:2
  zwycięstwo gości 3:0 lub 3:1
  zwycięstwo gości 3:2

### Terminarz i wyniki spotkań
| Data        | Godz. | Gospodarz                          | Rezultat                                | Gość                               | Widzów |
| ----------- | ----- | ---------------------------------- | --------------------------------------- | ---------------------------------- | ------ |
| 1. KOLEJKA  |       |                                    |                                         |                                    |        |
| 02.10.2021  | 17:00 | Arenal Emevé                       | 0:3 (20:25, 23:25, 20:25)               | Feníe Energía Mallorca Voley Palma | 600    |
| 02.10.2021  | 18:30 | CV Guaguas Las Palmas              | 3:0 (25:15, 25:15, 25:22)               | Rotogal Boiro Voleibol             | 600    |
| 02.10.2021  | 19:30 | Intasa San Sadurniño               | 0:3 (17:25, 15:25, 15:25)               | Melilla Sport Capital              | 200    |
| 02.10.2021  | 19:30 | Unicaja Costa de Almería           | 3:0 (25:17, 25:19, 25:18)               | Léleman VB Valencia                | 400    |
| 02.10.2021  | 18:30 | CV Teruel                          | 3:0 (25:14, 25:14, 25:17)               | UD Ibiza Ushuaïa Volley            | 400    |
| 02.10.2021  | 18:00 | Conectabalear CV Manacor           | 3:1 (22:25, 25:23, 25:21, 25:17)        | Río Duero Soria                    |        |
| 2. KOLEJKA  |       |                                    |                                         |                                    |        |
| 09.10.2021  | 19:30 | Río Duero Soria                    | 3:0 (25:14, 25:18, 25:20)               | Arenal Emevé                       | 300    |
| 09.10.2021  | 19:30 | UD Ibiza Ushuaïa Volley            | 0:3 (20:25, 20:25, 20:25)               | Conectabalear CV Manacor           |        |
| 09.10.2021  | 19:00 | Léleman VB Valencia                | 0:3 (19:25, 21:25, 13:25)               | CV Teruel                          | 250    |
| 10.10.2021  | 17:00 | Melilla Sport Capital              | 2:3 (25:23, 23:25, 19:25, 25:22, 13:15) | Unicaja Costa de Almería           | 450    |
| 09.10.2021  | 19:00 | Rotogal Boiro Voleibol             | 3:0 (25:19, 25:19, 25:23)               | Intasa San Sadurniño               | 300    |
| 09.10.2021  | 17:00 | Feníe Energía Mallorca Voley Palma | 1:3 (15:25, 26:24, 18:25, 20:25)        | CV Guaguas Las Palmas              | 1000   |
| 3. KOLEJKA  |       |                                    |                                         |                                    |        |
| 16.10.2021  | 17:00 | Arenal Emevé                       | 1:3 (25:22, 20:25, 21:25, 14:25)        | CV Guaguas Las Palmas              | 300    |
| 16.10.2021  | 19:30 | Intasa San Sadurniño               | 0:3 (18:25, 25:27, 21:25)               | Feníe Energía Mallorca Voley Palma | 200    |
| 16.10.2021  | 19:30 | Unicaja Costa de Almería           | 3:0 (25:19, 25:20, 25:23)               | Rotogal Boiro Voleibol             |        |
| 16.10.2021  | 18:30 | CV Teruel                          | 2:3 (27:29, 28:26, 25:22, 23:25, 9:15)  | Melilla Sport Capital              | 630    |
| 16.10.2021  | 18:00 | Conectabalear CV Manacor           | 3:0 (25:22, 25:20, 25:22)               | Léleman VB Valencia                | 200    |
| 16.10.2021  | 19:30 | Río Duero Soria                    | 3:0 (25:17, 25:21, 25:21)               | UD Ibiza Ushuaïa Volley            | 320    |
| 4. KOLEJKA  |       |                                    |                                         |                                    |        |
| 23.10.2021  | 16:00 | UD Ibiza Ushuaïa Volley            | 1:3 (15:25, 28:30, 25:20, 23:25)        | Arenal Emevé                       | 180    |
| 23.10.2021  | 19:00 | Léleman VB Valencia                | 0:3 (18:25, 21:25, 19:25)               | Río Duero Soria                    | 250    |
| 23.10.2021  | 12:00 | Melilla Sport Capital              | 3:0 (25:20, 25:22, 25:15)               | Conectabalear CV Manacor           | 400    |
| 23.10.2021  | 19:00 | Rotogal Boiro Voleibol             | 2:3 (24:26, 21:25, 29:27, 25:20, 10:15) | CV Teruel                          | 300    |
| 23.10.2021  | 19:00 | Feníe Energía Mallorca Voley Palma | 1:3 (17:25, 19:25, 25:12, 23:25)        | Unicaja Costa de Almería           | 1200   |
| 23.10.2021  | 18:30 | CV Guaguas Las Palmas              | 3:0 (25:17, 25:22, 25:12)               | Intasa San Sadurniño               | 300    |
| 5. KOLEJKA  |       |                                    |                                         |                                    |        |
| 30.10.2021  | 17:00 | Arenal Emevé                       | 3:1 (25:17, 26:24, 21:25, 25:16)        | Intasa San Sadurniño               | 200    |
| 30.10.2021  | 19:30 | Unicaja Costa de Almería           | 3:1 (25:15, 17:25, 25:20, 25:17)        | CV Guaguas Las Palmas              | 1000   |
| 30.10.2021  | 18:30 | CV Teruel                          | 3:1 (25:21, 28:26, 20:25, 25:13)        | Feníe Energía Mallorca Voley Palma | 800    |
| 30.10.2021  | 18:00 | Conectabalear CV Manacor           | 3:1 (25:21, 22:25, 25:18, 25:17)        | Rotogal Boiro Voleibol             | 240    |
| 30.10.2021  | 19:30 | Río Duero Soria                    | 3:2 (26:28, 20:25, 25:13, 25:21, 18:16) | Melilla Sport Capital              | 736    |
| 30.10.2021  | 19:00 | UD Ibiza Ushuaïa Volley            | 3:1 (20:25, 25:20, 25:21, 25:18)        | Léleman VB Valencia                |        |
| 6. KOLEJKA  |       |                                    |                                         |                                    |        |
| 06.11.2021  | 19:00 | Léleman VB Valencia                | 2:3 (25:17, 25:20, 19:25, 22:25, 8:15)  | Arenal Emevé                       | 150    |
| 07.11.2021  | 17:00 | Melilla Sport Capital              | 3:0 (25:15, 25:15, 25:16)               | UD Ibiza Ushuaïa Volley            | 500    |
| 06.11.2021  | 19:00 | Rotogal Boiro Voleibol             | 3:2 (25:15, 23:25, 25:27, 37:35, 15:12) | Río Duero Soria                    | 200    |
| 06.11.2021  | 19:00 | Feníe Energía Mallorca Voley Palma | 1:3 (20:25, 25:22, 18:25, 22:25)        | Conectabalear CV Manacor           | 2500   |
| 06.11.2021  | 18:30 | CV Guaguas Las Palmas              | 3:0 (25:22, 25:17, 25:22)               | CV Teruel                          | 600    |
| 06.11.2021  | 19:30 | Intasa San Sadurniño               | 1:3 (25:23, 20:25, 22:25, 13:25)        | Unicaja Costa de Almería           |        |
| 7. KOLEJKA  |       |                                    |                                         |                                    |        |
| 29.11.2021  | 20:30 | Arenal Emevé                       | 0:3 (16:25, 18:25, 13:25)               | Unicaja Costa de Almería           | 150    |
| 13.11.2021  | 18:30 | CV Teruel                          | 3:0 (25:16, 25:22, 33:31)               | Intasa San Sadurniño               | 1000   |
| 13.11.2021  | 18:00 | Conectabalear CV Manacor           | 3:2 (25:23, 20:25, 25:22, 37:39, 15:12) | CV Guaguas Las Palmas              | 470    |
| 13.11.2021  | 19:30 | Río Duero Soria                    | 3:0 (25:22, 26:24, 25:23)               | Feníe Energía Mallorca Voley Palma | 610    |
| 13.11.2021  | 19:00 | UD Ibiza Ushuaïa Volley            | 1:3 (21:25, 20:25, 25:22, 21:25)        | Rotogal Boiro Voleibol             | 200    |
| 13.11.2021  | 19:30 | Léleman VB Valencia                | 0:3 (21:25, 16:25, 18:25)               | Melilla Sport Capital              | 200    |
| 8. KOLEJKA  |       |                                    |                                         |                                    |        |
| 22.11.2021  | 19:00 | Melilla Sport Capital              | 3:0 (25:11, 25:16, 25:18)               | Arenal Emevé                       | 500    |
| 20.11.2021  | 19:00 | Rotogal Boiro Voleibol             | 3:0 (25:23, 25:22, 25:17)               | Léleman VB Valencia                | 300    |
| 20.11.2021  | 19:00 | Feníe Energía Mallorca Voley Palma | 3:1 (28:26, 21:25, 25:18, 25:20)        | UD Ibiza Ushuaïa Volley            | 312    |
| 20.11.2021  | 18:30 | CV Guaguas Las Palmas              | 3:0 (25:20, 37:35, 25:20)               | Río Duero Soria                    | 390    |
| 20.11.2021  | 19:30 | Intasa San Sadurniño               | 1:3 (12:25, 16:25, 25:18, 18:25)        | Conectabalear CV Manacor           |        |
| 20.11.2021  | 19:30 | Unicaja Costa de Almería           | 3:0 (25:21, 25:18, 25:17)               | CV Teruel                          | 1100   |
| 9. KOLEJKA  |       |                                    |                                         |                                    |        |
| 27.11.2021  | 17:00 | Arenal Emevé                       | 1:3 (25:21, 22:25, 22:25, 20:25)        | CV Teruel                          | 350    |
| 27.11.2021  | 18:00 | Conectabalear CV Manacor           | 0:3 (23:25, 14:25, 20:25)               | Unicaja Costa de Almería           | 700    |
| 27.11.2021  | 19:30 | Río Duero Soria                    | 3:0 (28:26, 25:15, 25:17)               | Intasa San Sadurniño               | 400    |
| 27.11.2021  | 19:00 | UD Ibiza Ushuaïa Volley            | 0:3 (19:25, 20:25, 20:25)               | CV Guaguas Las Palmas              | 280    |
| 27.11.2021  | 19:00 | Léleman VB Valencia                | 0:3 (21:25, 16:25, 19:25)               | Feníe Energía Mallorca Voley Palma | 150    |
| 28.11.2021  | 17:00 | Melilla Sport Capital              | 3:2 (25:20, 22:25, 25:15, 27:29, 15:13) | Rotogal Boiro Voleibol             | 400    |
| 10. KOLEJKA |       |                                    |                                         |                                    |        |
| 04.12.2021  | 20:00 | Arenal Emevé                       | 3:2 (20:25, 25:23, 26:28, 26:24, 15:8)  | Rotogal Boiro Voleibol             | 350    |
| 04.12.2021  | 19:00 | Feníe Energía Mallorca Voley Palma | 3:2 (23:25, 30:28, 18:25, 25:21, 19:17) | Melilla Sport Capital              |        |
| 04.12.2021  | 18:30 | CV Guaguas Las Palmas              | 3:0 (25:20, 25:12, 25:17)               | Léleman VB Valencia                | 300    |
| 04.12.2021  | 19:30 | Intasa San Sadurniño               | 3:0 (25:20, 28:26, 25:16)               | UD Ibiza Ushuaïa Volley            | 290    |
| 04.12.2021  | 19:30 | Unicaja Costa de Almería           | 3:1 (25:21, 25:21, 21:25, 25:20)        | Río Duero Soria                    | 700    |
| 16.12.2021  | 20:15 | CV Teruel                          | 3:1 (25:20, 23:25, 25:18, 25:21)        | Conectabalear CV Manacor           | 500    |
| 11. KOLEJKA |       |                                    |                                         |                                    |        |
| 11.12.2021  | 18:00 | Conectabalear CV Manacor           | 3:0 (25:10, 25:14, 25:17)               | Arenal Emevé                       | 450    |
| 11.12.2021  | 18:00 | Río Duero Soria                    | 3:2 (25:18, 25:23, 27:29, 29:31, 15:10) | CV Teruel                          | 1020   |
| 11.12.2021  | 18:00 | UD Ibiza Ushuaïa Volley            | 1:3 (25:23, 21:25, 20:25, 18:25)        | Unicaja Costa de Almería           | 150    |
| 11.12.2021  | 18:00 | Léleman VB Valencia                | 3:0 (25:17, 25:16, 25:19)               | Intasa San Sadurniño               | 250    |
| 11.12.2021  | 18:00 | Melilla Sport Capital              | 3:1 (33:31, 23:25, 27:25, 25:20)        | CV Guaguas Las Palmas              | 800    |
| 15.12.2021  | 20:00 | Rotogal Boiro Voleibol             | 2:3 (24:26, 19:25, 30:28, 25:21, 9:15)  | Feníe Energía Mallorca Voley Palma | 250    |
| 12. KOLEJKA |       |                                    |                                         |                                    |        |
| 18.12.2021  | 19:00 | Feníe Energía Mallorca Voley Palma | 2:3 (25:20, 25:21, 23:25, 22:25, 10:15) | Arenal Emevé                       | 150    |
| 18.12.2021  | 19:00 | Rotogal Boiro Voleibol             | 1:3 (25:17, 15:25, 23:25, 21:25)        | CV Guaguas Las Palmas              | 300    |
| 19.12.2021  | 17:00 | Melilla Sport Capital              | 3:0 (25:21, 25:15, 25:21)               | Intasa San Sadurniño               | 500    |
| 19.12.2021  | 12:00 | Léleman VB Valencia                | 0:3 (23:25, 24:26, 21:25)               | Unicaja Costa de Almería           | 200    |
| 18.12.2021  | 19:00 | UD Ibiza Ushuaïa Volley            | 3:1 (17:25, 25:20, 25:19, 25:17)        | CV Teruel                          | 150    |
| 19.01.2022  | 19:30 | Río Duero Soria                    | 3:0 (25:23, 25:17, 25:17)               | Conectabalear CV Manacor           | 720    |
| 13. KOLEJKA |       |                                    |                                         |                                    |        |
| 08.01.2022  | 17:00 | Arenal Emevé                       | 0:3 (19:25, 18:25, 19:25)               | Río Duero Soria                    | 300    |
| 02.03.2022  | 20:00 | Conectabalear CV Manacor           | 3:0 (25:19, 25:22, 25:20)               | UD Ibiza Ushuaïa Volley            | 200    |
| 26.01.2022  | 20:00 | CV Teruel                          | 2:3 (28:26, 25:21, 21:25, 18:25, 13:15) | Léleman VB Valencia                | 450    |
| 16.03.2022  | 19:00 | Unicaja Costa de Almería           | 3:2 (14:25, 25:22, 25:11, 17:25, 15:11) | Melilla Sport Capital              | 450    |
| 16.03.2022  | 19:00 | Intasa San Sadurniño               | 1:3 (16:25, 25:21, 22:25, 18:25)        | Rotogal Boiro Voleibol             |        |
| 08.01.2022  | 20:30 | CV Guaguas Las Palmas              | 3:0 (25:16, 25:19, 25:14)               | Feníe Energía Mallorca Voley Palma | 140    |
| 14. KOLEJKA |       |                                    |                                         |                                    |        |
| 15.01.2022  | 18:30 | CV Guaguas Las Palmas              | 3:0 (25:14, 25:18, 25:23)               | Arenal Emevé                       | 100    |
| 15.01.2022  | 19:00 | Feníe Energía Mallorca Voley Palma | 3:0 (25:22, 25:20, 25:18)               | Intasa San Sadurniño               | 154    |
| 15.01.2022  | 20:00 | Rotogal Boiro Voleibol             | 3:0 (25:0, 25:0, 25:0)                  | Unicaja Costa de Almería           | —      |
| 14.02.2022  | 20:00 | Melilla Sport Capital              | 3:2 (25:21, 25:20, 26:28, 22:25, 15:10) | CV Teruel                          | 300    |
| 15.01.2022  | 19:30 | Léleman VB Valencia                | 3:2 (20:25, 25:23, 25:20, 26:28, 15:5)  | Conectabalear CV Manacor           | 200    |
| 15.01.2022  | 19:00 | UD Ibiza Ushuaïa Volley            | 1:3 (22:25, 23:25, 25:17, 17:25)        | Río Duero Soria                    | 200    |
| 15. KOLEJKA |       |                                    |                                         |                                    |        |
| 22.01.2022  | 17:00 | Arenal Emevé                       | 0:3 (22:25, 23:25, 11:25)               | UD Ibiza Ushuaïa Volley            | 350    |
| 22.01.2022  | 19:30 | Río Duero Soria                    | 3:0 (25:22, 25:21, 25:20)               | Léleman VB Valencia                | 1163   |
| 22.01.2022  | 18:00 | Conectabalear CV Manacor           | 1:3 (25:20, 21:25, 21:25, 20:25)        | Melilla Sport Capital              | 240    |
| 21.02.2022  | 20:00 | CV Teruel                          | 0:3 (23:25, 22:25, 22:25)               | Rotogal Boiro Voleibol             | 500    |
| 22.01.2022  | 19:30 | Unicaja Costa de Almería           | 1:3 (23:25, 23:25, 27:25, 23:25)        | Feníe Energía Mallorca Voley Palma | 800    |
| 22.01.2022  | 19:30 | Intasa San Sadurniño               | 0:3 (15:25, 17:25, 9:25)                | CV Guaguas Las Palmas              | 130    |
| 16. KOLEJKA |       |                                    |                                         |                                    |        |
| 29.01.2022  | 17:30 | Intasa San Sadurniño               | 3:2 (27:29, 22:25, 25:20, 25:21, 15:10) | Arenal Emevé                       | 300    |
| 29.01.2022  | 18:30 | CV Guaguas Las Palmas              | 3:2 (16:25, 25:22, 29:31, 25:14, 15:11) | Unicaja Costa de Almería           | 900    |
| 29.01.2022  | 19:00 | Feníe Energía Mallorca Voley Palma | 3:1 (23:25, 25:20, 25:16, 25:19)        | CV Teruel                          | 280    |
| 16.02.2022  | 20:00 | Rotogal Boiro Voleibol             | 3:0 (25:23, 26:24, 25:22)               | Conectabalear CV Manacor           | 250    |
| 30.01.2022  | 17:00 | Melilla Sport Capital              | 3:0 (25:23, 25:17, 25:23)               | Río Duero Soria                    | 400    |
| 30.01.2022  | 11:30 | Léleman VB Valencia                | 3:1 (22:25, 25:10, 25:23, 25:17)        | UD Ibiza Ushuaïa Volley            | 250    |
| 17. KOLEJKA |       |                                    |                                         |                                    |        |
| 05.02.2022  | 17:00 | Arenal Emevé                       | 0:3 (21:25, 23:25, 19:25)               | Léleman VB Valencia                | 500    |
| 05.02.2022  | 19:00 | UD Ibiza Ushuaïa Volley            | 0:3 (13:25, 20:25, 21:25)               | Melilla Sport Capital              | 200    |
| 05.02.2022  | 19:30 | Río Duero Soria                    | 3:2 (19:25, 25:17, 28:30, 25:21, 15:6)  | Rotogal Boiro Voleibol             | 600    |
| 05.02.2022  | 18:00 | Conectabalear CV Manacor           | 3:1 (25:20, 29:31, 25:22, 25:19)        | Feníe Energía Mallorca Voley Palma | 350    |
| 05.02.2022  | 18:30 | CV Teruel                          | 3:1 (27:25, 21:25, 25:22, 25:19)        | CV Guaguas Las Palmas              | 650    |
| 16.02.2022  | 19:30 | Unicaja Costa de Almería           | 3:0 (25:17, 25:13, 25:19)               | Intasa San Sadurniño               | 200    |
| 18. KOLEJKA |       |                                    |                                         |                                    |        |
| 12.02.2022  | 19:30 | Unicaja Costa de Almería           | 3:1 (21:25, 25:9, 25:15, 25:18)         | Arenal Emevé                       | 200    |
| 12.02.2022  | 17:30 | Intasa San Sadurniño               | 2:3 (25:23, 19:25, 25:20, 21:25, 9:15)  | CV Teruel                          | 150    |
| 12.02.2022  | 18:30 | CV Guaguas Las Palmas              | 3:1 (25:22, 25:17, 20:25, 25:22)        | Conectabalear CV Manacor           | 200    |
| 12.02.2022  | 19:00 | Feníe Energía Mallorca Voley Palma | 3:1 (25:17, 28:26, 13:25, 25:15)        | Río Duero Soria                    | 390    |
| 12.02.2022  | 19:00 | Rotogal Boiro Voleibol             | 3:0 (25:19, 25:20, 25:22)               | UD Ibiza Ushuaïa Volley            | 350    |
| 13.02.2022  | 17:00 | Melilla Sport Capital              | 3:0 (25:19, 25:21, 25:23)               | Léleman VB Valencia                | 350    |
| 19. KOLEJKA |       |                                    |                                         |                                    |        |
| 19.02.2022  | 20:00 | Arenal Emevé                       | 1:3 (21:25, 25:22, 15:25, 23:25)        | Melilla Sport Capital              | 300    |
| 19.02.2022  | 19:00 | Léleman VB Valencia                | 3:2 (25:20, 25:23, 24:26, 19:25, 15:13) | Rotogal Boiro Voleibol             | 240    |
| 19.02.2022  | 19:00 | UD Ibiza Ushuaïa Volley            | 0:3 (20:25, 18:25, 25:27)               | Feníe Energía Mallorca Voley Palma | 300    |
| 19.02.2022  | 19:30 | Río Duero Soria                    | 3:1 (23:25, 25:23, 25:19, 25:18)        | CV Guaguas Las Palmas              | 1600   |
| 19.02.2022  | 19:00 | Conectabalear CV Manacor           | 3:0 (25:16, 25:22, 25:23)               | Intasa San Sadurniño               | 350    |
| 19.02.2022  | 18:30 | CV Teruel                          | 1:3 (16:25, 20:25, 25:19, 19:25)        | Unicaja Costa de Almería           | 800    |
| 20. KOLEJKA |       |                                    |                                         |                                    |        |
| 05.03.2022  | 18:30 | CV Teruel                          | 3:2 (25:21, 23:25, 25:22, 20:25, 15:11) | Arenal Emevé                       | 800    |
| 05.03.2022  | 19:30 | Unicaja Costa de Almería           | 3:1 (25:15, 25:16, 23:25, 25:16)        | Conectabalear CV Manacor           | 600    |
| 05.03.2022  | 17:30 | Intasa San Sadurniño               | 2:3 (20:25, 18:25, 25:21, 26:24, 11:15) | Río Duero Soria                    | 175    |
| 05.03.2022  | 18:30 | CV Guaguas Las Palmas              | 3:0 (25:17, 25:12, 25:19)               | UD Ibiza Ushuaïa Volley            | 250    |
| 05.03.2022  | 19:00 | Feníe Energía Mallorca Voley Palma | 3:2 (20:25, 25:22, 21:25, 25:15, 15:8)  | Léleman VB Valencia                | 255    |
| 05.03.2022  | 19:00 | Rotogal Boiro Voleibol             | 2:3 (25:19, 15:25, 25:19, 21:25, 13:15) | Melilla Sport Capital              | 200    |
| 21. KOLEJKA |       |                                    |                                         |                                    |        |
| 12.03.2022  | 18:00 | Rotogal Boiro Voleibol             | 3:2 (23:25, 25:23, 25:20, 23:25, 15:12) | Arenal Emevé                       | 400    |
| 12.03.2022  | 18:00 | Melilla Sport Capital              | 3:0 (25:16, 25:22, 25:18)               | Feníe Energía Mallorca Voley Palma | 300    |
| 12.03.2022  | 18:00 | Léleman VB Valencia                | 1:3 (23:25, 17:25, 25:16, 17:25)        | CV Guaguas Las Palmas              | 270    |
| 12.03.2022  | 18:00 | UD Ibiza Ushuaïa Volley            | 1:3 (20:25, 25:22, 22:25, 22:25)        | Intasa San Sadurniño               |        |
| 12.03.2022  | 18:00 | Río Duero Soria                    | 3:0 (25:0, 25:0, 25:0)                  | Unicaja Costa de Almería           | —      |
| 12.03.2022  | 18:00 | Conectabalear CV Manacor           | 1:3 (21:25, 25:22, 20:25, 15:25)        | CV Teruel                          | 400    |
| 22. KOLEJKA |       |                                    |                                         |                                    |        |
| 19.03.2022  | 17:00 | Arenal Emevé                       | 3:0 (25:21, 25:22, 25:20)               | Conectabalear CV Manacor           | 520    |
| 19.03.2022  | 18:00 | CV Teruel                          | 3:0 (25:22, 30:28, 25:20)               | Río Duero Soria                    | 600    |
| 19.03.2022  | 18:00 | Unicaja Costa de Almería           | 3:0 (25:19, 25:14, 25:12)               | UD Ibiza Ushuaïa Volley            | 400    |
| 19.03.2022  | 18:00 | Intasa San Sadurniño               | 2:3 (14:25, 21:25, 25:18, 27:25, 10:15) | Léleman VB Valencia                | 200    |
| 19.03.2022  | 17:00 | CV Guaguas Las Palmas              | 0:3 (23:25, 23:25, 24:26)               | Melilla Sport Capital              | 700    |
| 19.03.2022  | 18:00 | Feníe Energía Mallorca Voley Palma | 3:1 (25:14, 20:25, 25:20, 25:21)        | Rotogal Boiro Voleibol             | 663    |

### Tabela
| Lp. | Drużyna                            | Pkt | Mecze | Mecze | Mecze | Rodzaj wyniku | Rodzaj wyniku | Rodzaj wyniku | Rodzaj wyniku | Rodzaj wyniku | Rodzaj wyniku | Sety | Sety | Sety  | Małe punkty | Małe punkty | Małe punkty |
| Lp. | Drużyna                            | Pkt | M     | W     | P     | 3:0           | 3:1           | 3:2           | 2:3           | 1:3           | 0:3           | wyg. | prz. | stos. | zdob.       | str.        | stos.       |
| --- | ---------------------------------- | --- | ----- | ----- | ----- | ------------- | ------------- | ------------- | ------------- | ------------- | ------------- | ---- | ---- | ----- | ----------- | ----------- | ----------- |
| 1   | Melilla Sport Capital              | 54  | 22    | 18    | 4     | 11            | 3             | 4             | 4             | 0             | 0             | 62   | 23   | 2.7   | 1991        | 1737        | 1.15        |
| 2   | Unicaja Costa de Almería           | 53  | 22    | 18    | 4     | 8             | 8             | 2             | 1             | 1             | 2             | 57   | 24   | 2.38  | 1765        | 1628        | 1.08        |
| 3   | CV Guaguas Las Palmas              | 48  | 22    | 16    | 6     | 10            | 5             | 1             | 1             | 4             | 1             | 54   | 25   | 2.16  | 1891        | 1648        | 1.15        |
| 4   | Río Duero Soria                    | 42  | 22    | 15    | 7     | 9             | 2             | 4             | 1             | 3             | 3             | 50   | 31   | 1.61  | 1904        | 1708        | 1.11        |
| 5   | Feníe Energía Mallorca Voley Palma | 37  | 22    | 13    | 9     | 5             | 5             | 3             | 1             | 5             | 3             | 46   | 38   | 1.21  | 1902        | 1869        | 1.02        |
| 6   | CV Teruel                          | 37  | 22    | 12    | 10    | 4             | 5             | 3             | 4             | 3             | 3             | 47   | 41   | 1.15  | 1986        | 1951        | 1.02        |
| 7   | Rotogal Boiro Voleibol             | 35  | 22    | 10    | 12    | 6             | 2             | 2             | 7             | 3             | 2             | 47   | 42   | 1.12  | 1970        | 1918        | 1.03        |
| 8   | Conectabalear CV Manacor           | 33  | 22    | 11    | 11    | 5             | 5             | 1             | 1             | 5             | 5             | 40   | 40   | 1     | 1799        | 1793        | 1           |
| 9   | Léleman VB Valencia                | 19  | 22    | 7     | 15    | 2             | 1             | 4             | 2             | 2             | 11            | 27   | 54   | 0.5   | 1691        | 1820        | 0.93        |
| 10  | Arenal Emevé                       | 18  | 22    | 6     | 16    | 1             | 2             | 3             | 3             | 4             | 9             | 28   | 56   | 0.5   | 1704        | 1942        | 0.88        |
| 11  | Intasa San Sadurniño               | 11  | 22    | 3     | 19    | 1             | 1             | 1             | 3             | 4             | 12            | 19   | 60   | 0.32  | 1569        | 1879        | 0.84        |
| 12  | UD Ibiza Ushuaïa Volley            | 9   | 22    | 3     | 19    | 1             | 2             | 0             | 0             | 7             | 12            | 16   | 59   | 0.27  | 1527        | 1806        | 0.85        |

Źródło: RFEVB (hiszp.) / RFEVB – Data Project (hiszp.)
Punktacja: 3:0 i 3:1 – 3 pkt; 3:2 – 2 pkt; 2:3 – 1 pkt; 1:3 i 0:3 – 0 pkt
Zasady ustalania kolejności: 1. liczba punktów; 2. liczba zwycięstw; 3. stosunek setów; 4. stosunek małych punktów; 5. bilans w bezpośrednich meczach
     faza play-off
     spadek do Superligi 2

## Faza play-off

### Drabinka
|  |              |                                    |              |                                    |              |   |   |                          |           |           |           |           |  |  |        |        |        |        |        |        |        |
|  | Ćwierćfinały | Ćwierćfinały                       | Ćwierćfinały | Ćwierćfinały                       | Ćwierćfinały |   |   | Półfinały                | Półfinały | Półfinały | Półfinały | Półfinały |  |  | Finały | Finały | Finały | Finały | Finały | Finały | Finały |
|  | Ćwierćfinały | Ćwierćfinały                       | Ćwierćfinały | Ćwierćfinały                       | Ćwierćfinały |   |   | Półfinały                | Półfinały | Półfinały | Półfinały | Półfinały |  |  | Finały | Finały | Finały | Finały | Finały | Finały | Finały |
|  |              |                                    |              |                                    |              |   |   |                          |           |           |           |           |  |  |        |        |        |        |        |        |        |
|  |              |                                    |              |                                    |              |   |   |                          |           |           |           |           |  |  |        |        |        |        |        |        |        |
|  | 1            | Melilla Sport Capital              | 3            | 3                                  |              |   |   |                          |           |           |           |           |  |  |        |        |        |        |        |        |        |
|  | 1            | Melilla Sport Capital              | 3            | 3                                  |              |   |   |                          |           |           |           |           |  |  |        |        |        |        |        |        |        |
|  | 8            | Conectabalear CV Manacor           | 2            | 1                                  |              |   |   |                          |           |           |           |           |  |  |        |        |        |        |        |        |        |
|  | 8            | Conectabalear CV Manacor           | 2            | 1                                  |              |   | 1 | Melilla Sport Capital    | 3         | 3         |           |           |  |  |        |        |        |        |        |        |        |
|  |              |                                    |              |                                    |              |   | 1 | Melilla Sport Capital    | 3         | 3         |           |           |  |  |        |        |        |        |        |        |        |
|  |              |                                    | 5            | Feníe Energía Mallorca Voley Palma | 0            | 0 |   |                          |           |           |           |           |  |  |        |        |        |        |        |        |        |
|  | 4            | Río Duero Soria                    | 5            | Feníe Energía Mallorca Voley Palma | 0            | 0 | 1 | 2                        |           |           |           |           |  |  |        |        |        |        |        |        |        |
|  | 4            | Río Duero Soria                    |              |                                    |              |   |   |                          |           |           |           |           |  |  |        |        |        |        |        |        |        |
|  | 5            | Feníe Energía Mallorca Voley Palma | 3            | 3                                  |              |   |   |                          |           |           |           |           |  |  |        |        |        |        |        |        |        |
|  | 5            | Feníe Energía Mallorca Voley Palma | 3            | 3                                  |              |   | 1 | Melilla Sport Capital    | 1         | 0         | 1         |           |  |  |        |        |        |        |        |        |        |
|  |              |                                    |              |                                    |              |   |   |                          |           |           |           |           |  |  |        |        |        |        |        |        |        |
|  |              |                                    | 2            | Unicaja Costa de Almería           | 3            | 3 | 3 |                          |           |           |           |           |  |  |        |        |        |        |        |        |        |
|  | 2            | Unicaja Costa de Almería           | 2            | Unicaja Costa de Almería           | 3            | 3 | 3 | 3                        | 3         |           |           |           |  |  |        |        |        |        |        |        |        |
|  | 2            | Unicaja Costa de Almería           |              |                                    |              |   |   |                          |           |           |           |           |  |  |        |        |        |        |        |        |        |
|  | 7            | Rotogal Boiro Voleibol             | 0            | 0                                  |              |   |   |                          |           |           |           |           |  |  |        |        |        |        |        |        |        |
|  | 7            | Rotogal Boiro Voleibol             | 0            | 0                                  |              |   | 2 | Unicaja Costa de Almería | 1         | 3         | 3         |           |  |  |        |        |        |        |        |        |        |
|  |              |                                    |              |                                    |              |   | 2 | Unicaja Costa de Almería | 1         | 3         | 3         |           |  |  |        |        |        |        |        |        |        |
|  |              |                                    | 3            | CV Guaguas Las Palmas              | 3            | 2 | 2 |                          |           |           |           |           |  |  |        |        |        |        |        |        |        |
|  | 3            | CV Guaguas Las Palmas              | 3            | CV Guaguas Las Palmas              | 3            | 2 | 2 | 2                        | 3         | 3         |           |           |  |  |        |        |        |        |        |        |        |
|  | 3            | CV Guaguas Las Palmas              |              |                                    |              |   |   |                          |           | 3         |           |           |  |  |        |        |        |        |        |        |        |
|  | 6            | CV Teruel                          | 3            | 0                                  | 0            |   |   |                          |           |           |           |           |  |  |        |        |        |        |        |        |        |
|  | 6            | CV Teruel                          | 3            | 0                                  | 0            |   |   |                          |           |           |           |           |  |  |        |        |        |        |        |        |        |

### Ćwierćfinały
(do dwóch zwycięstw)
| Data                         | Godz.                        | Gospodarz                          | Rezultat                                | Gość                                   | Widzów                                 |
| ---------------------------- | ---------------------------- | ---------------------------------- | --------------------------------------- | -------------------------------------- | -------------------------------------- |
| Melilla Sport Capital (1)    | Melilla Sport Capital (1)    | Melilla Sport Capital (1)          | 2 – 0                                   | (8) Conectabalear CV Manacor           | (8) Conectabalear CV Manacor           |
| 26.03.2022                   | 18:00                        | Conectabalear CV Manacor           | 2:3 (26:24, 25:20, 22:25, 22:25, 12:15) | Melilla Sport Capital                  | 600                                    |
| 02.04.2022                   | 18:00                        | Melilla Sport Capital              | 3:1 (25:16, 17:25, 25:19, 25:20)        | Conectabalear CV Manacor               | 500                                    |
| Río Duero Soria (4)          | Río Duero Soria (4)          | Río Duero Soria (4)                | 0 – 2                                   | (5) Feníe Energía Mallorca Voley Palma | (5) Feníe Energía Mallorca Voley Palma |
| 26.03.2022                   | 18:00                        | Feníe Energía Mallorca Voley Palma | 3:1 (25:16, 23:25, 25:23, 25:20)        | Río Duero Soria                        | 1030                                   |
| 02.04.2022                   | 19:00                        | Río Duero Soria                    | 2:3 (25:23, 25:20, 23:25, 22:25, 15:17) | Feníe Energía Mallorca Voley Palma     | 1636                                   |
| Unicaja Costa de Almería (2) | Unicaja Costa de Almería (2) | Unicaja Costa de Almería (2)       | 2 – 0                                   | (7) Rotogal Boiro Voleibol             | (7) Rotogal Boiro Voleibol             |
| 26.03.2022                   | 20:00                        | Rotogal Boiro Voleibol             | 0:3 (17:25, 22:25, 15:25)               | Unicaja Costa de Almería               | 300                                    |
| 01.04.2022                   | 20:30                        | Unicaja Costa de Almería           | 3:0 (33:31, 25:16, 25:14)               | Rotogal Boiro Voleibol                 | 600                                    |
| CV Guaguas Las Palmas (3)    | CV Guaguas Las Palmas (3)    | CV Guaguas Las Palmas (3)          | 2 – 1                                   | (7) CV Teruel                          | (7) CV Teruel                          |
| 27.03.2022                   | 18:30                        | CV Teruel                          | 3:2 (25:23, 26:28, 24:26, 25:17, 15:12) | CV Guaguas Las Palmas                  | 1000                                   |
| 02.04.2022                   | 18:00                        | CV Guaguas Las Palmas              | 3:0 (27:25, 25:23, 25:14)               | CV Teruel                              | 900                                    |
| 03.04.2022                   | 12:00                        | CV Guaguas Las Palmas              | 3:0 (25:18, 25:20, 25:20)               | CV Teruel                              | 900                                    |

### Półfinały
(do dwóch zwycięstw)
| Data                         | Godz.                        | Gospodarz                          | Rezultat                                | Gość                                   | Widzów                                 |
| ---------------------------- | ---------------------------- | ---------------------------------- | --------------------------------------- | -------------------------------------- | -------------------------------------- |
| Melilla Sport Capital (1)    | Melilla Sport Capital (1)    | Melilla Sport Capital (1)          | 2 – 0                                   | (5) Feníe Energía Mallorca Voley Palma | (5) Feníe Energía Mallorca Voley Palma |
| 10.04.2022                   | 18:00                        | Feníe Energía Mallorca Voley Palma | 0:3 (22:25, 16:25, 23:25)               | Melilla Sport Capital                  | 1518                                   |
| 16.04.2022                   | 18:00                        | Melilla Sport Capital              | 3:0 (25:18, 25:16, 25:21)               | Feníe Energía Mallorca Voley Palma     | 500                                    |
| Unicaja Costa de Almería (2) | Unicaja Costa de Almería (2) | Unicaja Costa de Almería (2)       | 2 – 1                                   | (3) CV Guaguas Las Palmas              | (3) CV Guaguas Las Palmas              |
| 09.04.2022                   | 18:00                        | CV Guaguas Las Palmas              | 3:1 (22:25, 25:23, 25:15, 25:19)        | Unicaja Costa de Almería               | 1200                                   |
| 16.04.2022                   | 19:30                        | Unicaja Costa de Almería           | 3:2 (22:25, 26:24, 21:25, 25:21, 15:8)  | CV Guaguas Las Palmas                  | 1200                                   |
| 17.04.2022                   | 18:30                        | Unicaja Costa de Almería           | 3:2 (19:25, 20:25, 27:25, 25:23, 15:12) | CV Guaguas Las Palmas                  | 1000                                   |

### Finały
(do trzech zwycięstw)
| Data                      | Godz.                     | Gospodarz                 | Rezultat                         | Gość                         | Widzów                       |
| ------------------------- | ------------------------- | ------------------------- | -------------------------------- | ---------------------------- | ---------------------------- |
| Melilla Sport Capital (1) | Melilla Sport Capital (1) | Melilla Sport Capital (1) | 0 – 3                            | (2) Unicaja Costa de Almería | (2) Unicaja Costa de Almería |
| 23.04.2022                | 18:00                     | Melilla Sport Capital     | 1:3 (24:26, 25:22, 20:25, 21:25) | Unicaja Costa de Almería     | 2000                         |
| 24.04.2022                | 18:00                     | Melilla Sport Capital     | 0:3 (17:25, 16:25, 14:25)        | Unicaja Costa de Almería     | 800                          |
| 30.04.2022                | 19:30                     | Unicaja Costa de Almería  | 3:1 (22:25, 25:23, 25:16, 25:19) | Melilla Sport Capital        | 1450                         |

## Klasyfikacja końcowa
| Poz. | Drużyna                            |
| ---- | ---------------------------------- |
| 1.   | Unicaja Costa de Almería           |
| 2.   | Melilla Sport Capital              |
| 3.   | CV Guaguas Las Palmas              |
| 4.   | Feníe Energía Mallorca Voley Palma |
| 5.   | Río Duero Soria                    |
| 6.   | CV Teruel                          |
| 7.   | Rotogal Boiro Voleibol             |
| 8.   | Conectabalear CV Manacor           |
| 9.   | Léleman VB Valencia                |
| 10.  | Arenal Emevé                       |
| 11.  | Intasa San Sadurniño               |
| 12.  | UD Ibiza Ushuaïa Volley            |

     Eliminacje Ligi Mistrzów 2022/2023
     Puchar Challenge 2022/2023
     spadek do Superligi 2

## Najlepsi zawodnicy (MVP)
| Kolejka/ Runda  | Najlepszy zawodnik (MVP)      | Klub                               |                               |
| --------------- | ----------------------------- | ---------------------------------- | ----------------------------- |
| Faza zasadnicza |                               |                                    |                               |
| 1               | Caetano Filter                | Conectabalear CV Manacor           | [ 19 ]                        |
| 2               | Yosvany Hernández             | CV Guaguas Las Palmas              | [ 20 ]                        |
| 3               | Mariano Giustiniano           | Melilla Sport Capital              | [ 21 ]                        |
| 4               | Pablo Kukartsev               | Unicaja Costa de Almería           | [ 22 ]                        |
| 5               | Igor Jovanović                | Unicaja Costa de Almería           | [ 23 ]                        |
| 6               | José Carlos Romero            | Rotogal Boiro Voleibol             | [ 24 ]                        |
| 7               | Raymond Barsemian             | Conectabalear CV Manacor           | [ 25 ]                        |
| 8               | Pablo Kukartsev               | Unicaja Costa de Almería           | [ 26 ]                        |
| 9               | Federico Martina              | Melilla Sport Capital              | [ 27 ]                        |
| 10              | Rodrigo Pernambuco            | Feníe Energía Mallorca Voley Palma | [ 28 ]                        |
| 11              | Álvaro Gimeno                 | Río Duero Soria                    | [ 29 ]                        |
| 12              | Víctor Bouza                  | Río Duero Soria                    | [ 30 ]                        |
| 13              | nagroda nie została przyznana | nagroda nie została przyznana      | nagroda nie została przyznana |
| 14              | Vítor Amorim                  | Léleman VB Valencia                | [ 31 ]                        |
| 15              | Rodrigo Pernambuco            | Feníe Energía Mallorca Voley Palma | [ 32 ]                        |
| 16              | Yadrián Escobar               | CV Guaguas Las Palmas              | [ 33 ]                        |
| 17              | Caetano Filter                | Conectabalear CV Manacor           | [ 34 ]                        |
| 18              | Thomas Ereú                   | CV Teruel                          | [ 35 ]                        |
| 19              | Álvaro Gimeno                 | Río Duero Soria                    | [ 36 ]                        |
| 20              | Rodrigo Pernambuco            | Feníe Energía Mallorca Voley Palma | [ 37 ]                        |
| 21              | Thomas Ereú                   | CV Teruel                          | [ 38 ]                        |
| 22              | Rodrigo Pernambuco            | Feníe Energía Mallorca Voley Palma | [ 39 ]                        |
| Faza play-off   |                               |                                    |                               |
| Ćwierćfinały    | Andrés Villena                | CV Teruel                          | [ 40 ]                        |
| Ćwierćfinały    | Renzo Cairus                  | Feníe Energía Mallorca Voley Palma | [ 41 ]                        |
| Półfinały       | Juan Martín Riganti           | Melilla Sport Capital              | [ 42 ]                        |
| Półfinały       | Pablo Kukartsev               | Unicaja Costa de Almería           | [ 42 ]                        |
| Finały          | Pablo Kukartsev               | Unicaja Costa de Almería           | [ 43 ]                        |

## Składy drużyn
| Nr            | Imię i nazwisko             | Rok urodzenia    | Pozycja      |
| ------------- | --------------------------- | ---------------- | ------------ |
| 1             | Joaquín Alzueta             | 2000             | środkowy     |
| 2             | Miguel Paradela             | 2004             | libero       |
| 3             | Víctor Bouza                | 1990             | przyjmujący  |
| 6             | Pau Mena                    | 2001             | atakujący    |
| 7             | Guillermo Loeches           | 1996             | rozgrywający |
| 8             | Anier Mariño                | 2005             | środkowy     |
| 9             | Raúl Villar                 | 2004             | przyjmujący  |
| 10            | Mario Dovale                | 1998             | libero       |
| 11            | Pablo Villar                | 2002             | rozgrywający |
| 12            | Aurelio Rodríguez           | 2000             | środkowy     |
| 14            | Iago Folgueira              | 2001             | środkowy     |
| 15            | Agustín Bruschini           | 1999             | atakujący    |
| 17            | Luca Biliato                | 1993             | przyjmujący  |
| 19            | Marcos Cela                 | 2004             | rozgrywający |
| 22            | Vitor Alves (od 07.11.2021) | 2002             | przyjmujący  |
| Trenerzy      |                             |                  |              |
|               | Diego Taboada               | Trener           | Trener       |
| Javier Dovale | Asystent trenera            | Asystent trenera |              |

| Nr                                 | Imię i nazwisko                   | Rok urodzenia    | Pozycja      |
| ---------------------------------- | --------------------------------- | ---------------- | ------------ |
| 1                                  | Alejandro Fernández               | 1987             | libero       |
| 2                                  | Guilherme Hage                    | 1988             | przyjmujący  |
| 3                                  | Yadrián Escobar                   | 1988             | atakujący    |
| 5                                  | Moisés Cézar                      | 1983             | środkowy     |
| 7                                  | Gustavo Delgado                   | 1986             | libero       |
| 8                                  | Paulo Renan                       | 1985             | rozgrywający |
| 9                                  | César Martín                      | 1995             | rozgrywający |
| 10                                 | Jorge Almansa                     | 1991             | przyjmujący  |
| 11                                 | Ángel Rodríguez                   | 1995             | atakujący    |
| 14                                 | Borja Ruiz                        | 1992             | środkowy     |
| 15                                 | Francisco Iribarne                | 1998             | przyjmujący  |
| 42                                 | Matthew Knigge                    | 1996             | środkowy     |
| Odeszli w trakcie sezonu           |                                   |                  |              |
| 13                                 | Yosvany Hernández (do 13.03.2022) | 1991             | przyjmujący  |
| Trenerzy                           |                                   |                  |              |
|                                    | Sergio Camarero                   | Trener           | Trener       |
| Facundo Leal (od 19.01.2022)       | Asystent trenera                  | Asystent trenera |              |
| Francisco Carballo (do 30.12.2021) | Asystent trenera                  | Asystent trenera |              |

| Nr                    | Imię i nazwisko                  | Rok urodzenia    | Pozycja      |
| --------------------- | -------------------------------- | ---------------- | ------------ |
| 5                     | Pedro Jukoski                    | 1995             | rozgrywający |
| 9                     | Pablo Bugallo                    | 1991             | środkowy     |
| 10                    | Witalij Kobziew                  | 1994             | środkowy     |
| 11                    | Milan Jovanović                  | 1996             | rozgrywający |
| 12                    | Javier Igual                     | 2002             | przyjmujący  |
| 13                    | Andrés Villena                   | 1993             | atakujący    |
| 15                    | Emilio Ferrández (od 04.02.2022) | 2001             | przyjmujący  |
| 16                    | Joaquín Monteagudo               | 1996             | środkowy     |
| 17                    | Martin Dimitrow                  | 1999             | atakujący    |
| 18                    | Aharón Gámiz                     | 1988             | libero       |
| 19                    | Gregory Petty                    | 1993             | przyjmujący  |
| 20                    | Mariano Vildósola                | 1991             | przyjmujący  |
| 21                    | Thomas Ereú                      | 1979             | przyjmujący  |
| Zawodnicy młodzieżowi |                                  |                  |              |
| 1                     | Jorge Torán                      | 2000             | przyjmujący  |
| 2                     | Sergio Puerto                    |                  |              |
| 2                     | Jorge Navarro                    | 2003             | atakujący    |
| Trenerzy              |                                  |                  |              |
|                       | Miguel Rivera                    | Trener           | Trener       |
| Máximo Torcello       | Asystent trenera                 | Asystent trenera |              |

| Nr             | Imię i nazwisko      | Rok urodzenia    | Pozycja      |
| -------------- | -------------------- | ---------------- | ------------ |
| 1              | Thiago Vanole        | 1994             | przyjmujący  |
| 2              | Anderson Chourio     | 1986             | atakujący    |
| 4              | Joan Francesc Cabrer | 1994             | przyjmujący  |
| 5              | Víctor Méndez        | 1997             | środkowy     |
| 6              | Antoni Piris         | 2001             | libero       |
| 7              | Caetano Filter       | 1995             | przyjmujący  |
| 8              | Miguel Gallego       | 1982             | rozgrywający |
| 9              | Raymond Barsemian    | 1997             | atakujący    |
| 10             | Walter Da Cruz       | 1989             | środkowy     |
| 11             | Andreu Catala        | 1995             | libero       |
| 14             | Sergio Ramírez       | 1994             | rozgrywający |
| 15             | Francesc Mesquida    | 1994             | przyjmujący  |
| 18             | Alejandro Llompart   | 1998             | środkowy     |
| Trenerzy       |                      |                  |              |
|                | Lluís Molada         | Trener           | Trener       |
| Mateu Mesquida | Asystent trenera     | Asystent trenera |              |

| Nr               | Imię i nazwisko    | Rok urodzenia    | Pozycja      |
| ---------------- | ------------------ | ---------------- | ------------ |
| 1                | Guillem Pont       | 2002             | rozgrywający |
| 3                | Alejandro Sánchez  | 2003             | libero       |
| 4                | Juan Lladó         | 2000             | przyjmujący  |
| 5                | Carlos Furtado     | 1995             | środkowy     |
| 6                | Abel Bernal        | 1981             | środkowy     |
| 7                | Antonio de la Rosa | 2002             | atakujący    |
| 8                | José María Giménez | 1995             | przyjmujący  |
| 9                | Adrián Riera       | 2002             | przyjmujący  |
| 10               | Daniel Ruiz        | 1995             | libero       |
| 11               | Renzo Cairús       | 1990             | przyjmujący  |
| 13               | Rodrigo De Melo    | 1996             | atakujący    |
| 14               | Ignacio Sánchez    | 1991             | rozgrywający |
| 19               | Pau Serra          | 2002             | środkowy     |
| 21               | Wu Cheng-Wang      | 1992             | środkowy     |
| Trenerzy         |                    |                  |              |
|                  | Abel Bernal        | Trener           | Trener       |
| Andrés Rodríguez | Asystent trenera   | Asystent trenera |              |

| Nr                              | Imię i nazwisko                   | Rok urodzenia    | Pozycja      |
| ------------------------------- | --------------------------------- | ---------------- | ------------ |
| 1                               | Luciano Coto (od 30.12.2021)      | 1998             | przyjmujący  |
| 2                               | Roi Losada                        | 2003             | rozgrywający |
| 4                               | Michael Keegan                    | 1997             | rozgrywający |
| 5                               | Marcos Piñon                      | 1993             | libero       |
| 6                               | José Manuel Enriquez              | 1990             | środkowy     |
| 7                               | Francisco Fernández               | 1996             | przyjmujący  |
| 8                               | Boris Rodríguez                   | 1991             | środkowy     |
| 9                               | Marcos Blanco                     | 1996             | przyjmujący  |
| 10                              | Marcus Vinicius                   | 2001             | przyjmujący  |
| 11                              | Manuel Gómez                      | 2003             | przyjmujący  |
| 12                              | Henrique Pinheiro                 | 1986             | atakujący    |
| 13                              | Lucas Wünschmann                  | 2004             | atakujący    |
| 14                              | Alejandro Castrillon              | 2003             | środkowy     |
| 17                              | Alejandro Vizoso                  | 2005             | libero       |
| 18                              | Antonio Tacón                     | 1992             | rozgrywający |
| 20                              | Salah Atiqui                      | 1997             | środkowy     |
| Trenerzy                        |                                   |                  |              |
|                                 | Agustín Rodríguez (od 11.11.2021) | Trener           | Trener       |
| Flavio Calafell (do 05.11.2021) |                                   | Trener           | Trener       |
| Ricardo Fernández               | Asystent trenera                  | Asystent trenera |              |

| Nr               | Imię i nazwisko   | Rok urodzenia    | Pozycja      |
| ---------------- | ----------------- | ---------------- | ------------ |
| 2                | Alejandro Ribas   | 2004             | środkowy     |
| 4                | Hugo Roldán       | 2002             | atakujący    |
| 5                | Jorge Pascual     | 2000             | środkowy     |
| 6                | Facundo Funes     | 1994             | przyjmujący  |
| 7                | Fernando Mengod   | 1993             | przyjmujący  |
| 8                | Raúl Rodenas      | 1987             | przyjmujący  |
| 9                | Vítor Amorim      | 1997             | atakujący    |
| 10               | Ignacio Huerta    | 1998             | rozgrywający |
| 11               | Javier Izquierdo  | 1999             | libero       |
| 12               | Vicente Monfort   | 1988             | rozgrywający |
| 13               | Javier Jarque     | 1998             | atakujący    |
| 15               | Armando Danger    | 1989             | atakujący    |
| 16               | Héctor Iborra     | 2003             | libero       |
| 17               | Władisław Nagijew | 1992             | środkowy     |
| 18               | Joaquín Bernabeu  | 1987             | libero       |
| 19               | David de Juan     | 1998             | przyjmujący  |
| 20               | Iván Postemsky    | 1992             | środkowy     |
| 21               | Javier Mengod     | 1996             | libero       |
| 24               | Pablo Valencia    | 1987             | środkowy     |
| Trenerzy         |                   |                  |              |
|                  | Fabián Muraco     | Trener           | Trener       |
| Fernando Mirasol | Asystent trenera  | Asystent trenera |              |

| Nr                 | Imię i nazwisko      | Rok urodzenia    | Pozycja      |
| ------------------ | -------------------- | ---------------- | ------------ |
| 1                  | Samir Hamed          | 2000             | libero       |
| 4                  | Héctor García        | 1998             | rozgrywający |
| 6                  | Soufian Mesaudi      | 2003             | przyjmujący  |
| 7                  | Mikael Tahiri        | 1997             | atakujący    |
| 9                  | Rubén López          | 1999             | środkowy     |
| 10                 | Agustín Luengas      | 1996             | przyjmujący  |
| 11                 | Mario Ferrera        | 1987             | libero       |
| 12                 | Jean Pascal Diedhiou | 1993             | środkowy     |
| 21                 | Javier Monfort       | 1990             | przyjmujący  |
| 22                 | Maximiliano Scarpin  | 1990             | środkowy     |
| 24                 | Mariano Giustiniano  | 1986             | przyjmujący  |
| 28                 | Juan Martín Riganti  | 1988             | rozgrywający |
| 87                 | Federico Martina     | 1992             | atakujący    |
| Trenerzy           |                      |                  |              |
|                    | Salim Abdelkader     | Trener           | Trener       |
| Jorge Luis Sánchez | Asystent trenera     | Asystent trenera |              |

| Nr                          | Imię i nazwisko      | Rok urodzenia    | Pozycja      |
| --------------------------- | -------------------- | ---------------- | ------------ |
| 1                           | Jaime Pérez          | 1985             | rozgrywający |
| 2                           | Manuel Salvador      | 1986             | przyjmujący  |
| 4                           | Álvaro Gimeno        | 1999             | atakujący    |
| 5                           | Lucas Lorente        | 2001             | rozgrywający |
| 6                           | Igor Silva           | 1993             | środkowy     |
| 7                           | Adrián Olalla        | 2001             | przyjmujący  |
| 9                           | José Villalba        | 2000             | przyjmujący  |
| 10                          | Alejandro San Martín | 1994             | libero       |
| 13                          | Juan Francisco Frías | 2000             | środkowy     |
| 15                          | Luis Martín          | 1996             | atakujący    |
| 17                          | Xavier Folguera      | 1988             | rozgrywający |
| 18                          | Óscar Serna          | 1999             | libero       |
| 19                          | Mario Dos Santos     | 1988             | środkowy     |
| 21                          | Rodrigo Jiménez      | 2005             | libero       |
| 27                          | Davi Tenorio         | 2005             | atakujący    |
| Trenerzy                    |                      |                  |              |
|                             | Alberto Toribio      | Trener           | Trener       |
| Elías Terés (do 16.02.2022) | Asystent trenera     | Asystent trenera |              |

| Nr               | Imię i nazwisko    | Rok urodzenia    | Pozycja      |
| ---------------- | ------------------ | ---------------- | ------------ |
| 1                | Adrián Alves       | 1986             | libero       |
| 2                | Alberto Tubio      | 2003             | libero       |
| 3                | José García        | 2002             | środkowy     |
| 4                | Ismael Martínez    | 1977             | rozgrywający |
| 5                | Pablo Nieto        | 2000             | przyjmujący  |
| 6                | Martín Casais      | 2005             | przyjmujący  |
| 7                | Alan Dávila        | 2003             | przyjmujący  |
| 9                | Felipe Benavidez   | 1997             | przyjmujący  |
| 10               | Bitar Gaspar       | 1995             | rozgrywający |
| 12               | Cristobal Álvarez  | 1977             | przyjmujący  |
| 13               | José Carlos Romero | 2000             | atakujący    |
| 14               | Iván Souto         | 1985             | rozgrywający |
| 15               | Mateo Fajardo      | 2005             | atakujący    |
| 16               | Mario Iglesias     | 1986             | środkowy     |
| 17               | Antón Ordóñez      | 2004             | środkowy     |
| 20               | Carlos García      | 2003             | przyjmujący  |
| 21               | Gabriel Del Carmen | 1994             | przyjmujący  |
| 22               | Renan Levandoski   | 1992             | środkowy     |
| Trenerzy         |                    |                  |              |
|                  | Marcelo Benavídez  | Trener           | Trener       |
| Germán Painecura | Asystent trenera   | Asystent trenera |              |

| Nr                            | Imię i nazwisko            | Rok urodzenia    | Pozycja      |
| ----------------------------- | -------------------------- | ---------------- | ------------ |
| 1                             | Mohamed En-Nakhai          | 1998             | środkowy     |
| 2                             | Pablo Dus                  | 1990             | rozgrywający |
| 4                             | Arthur Borges              | 1988             | atakujący    |
| 5                             | Camilo Corona              | 1995             | przyjmujący  |
| 6                             | Taoufiq El Asri            | 1988             | atakujący    |
| 7                             | Víctor Sánchez             | 1990             | libero       |
| 8                             | José Osado                 | 1997             | libero       |
| 9                             | Miquel Campos              | 2001             | środkowy     |
| 10                            | Daniel Retuerto            | 1992             | środkowy     |
| 11                            | Iván Hurtado               | 1996             | przyjmujący  |
| 14                            | Arabisen Rodríguez         | 1995             | przyjmujący  |
| 17                            | Javier Sánchez             | 1996             | rozgrywający |
| 18                            | Elvis De Oliveira          | 1988             | środkowy     |
| 29                            | Luca Cuminetti             | 1992             | przyjmujący  |
| Trenerzy                      |                            |                  |              |
|                               | Raúl Rocha (od 15.02.2022) | Trener           | Trener       |
| Ariel Olmedo (do 11.12.2021)  |                            | Trener           | Trener       |
| Matías Pacini (do 15.02.2022) | Asystent trenera           | Asystent trenera |              |

| Nr         | Imię i nazwisko          | Rok urodzenia    | Pozycja      |
| ---------- | ------------------------ | ---------------- | ------------ |
| 1          | Javier Jiménez           | 1989             | przyjmujący  |
| 2          | Daniel Segura            | 2002             | przyjmujący  |
| 3          | Marlon Palharini         | 1984             | przyjmujący  |
| 4          | Juan González            | 1994             | środkowy     |
| 5          | Francisco José Fernández | 1995             | libero       |
| 6          | Pablo Segura             | 2002             | przyjmujący  |
| 7          | Andrés Portero           | 1991             | rozgrywający |
| 8          | Jorge Fernández          | 1989             | środkowy     |
| 9          | David López              | 2000             | środkowy     |
| 10         | Raúl García              | 2003             | przyjmujący  |
| 11         | Marco Carreño            | 2004             | przyjmujący  |
| 14         | Miguel Ángel Fornés      | 1993             | środkowy     |
| 15         | Francisco Sáez           | 1991             | libero       |
| 16         | Pablo Kukartsev          | 1993             | atakujący    |
| 17         | Igor Jovanović           | 1990             | rozgrywający |
| Trenerzy   |                          |                  |              |
|            | Manuel Berenguel         | Trener           | Trener       |
| Pablo Ruiz | Asystent trenera         | Asystent trenera |              |